# گویدو کروزتو
گویدو کروزتو (انگلیسی: Guido Crosetto؛ زادهٔ ۱۹ سپتامبر ۱۹۶۳) سیاست‌مدار اهل ایتالیا است، که از اکتبر ۲۰۲۲ به‌عنوان وزیر دفاع ایتالیا فعالیت می‌کند.
کروزتو فعالیت سیاسی را از سال ۱۹۸۸ و در سن ۲۵ سالگی به‌عنوان مشاور اقتصادی نخست‌وزیر وقت؛ جووانی گوریا آغاز کرد، از ۱۹۹۰ تا ۲۰۰۴ شهردار مارنه بود و در فاصله سال‌های ۲۰۰۱ تا ۲۰۱۳ به‌عنوان نماینده لمباردی در مجلس نمایندگان حضور داشت. 
وی از ۲۰۰۸ تا ۲۰۱۱ به‌عنوان معاون وزیر دفاع ایتالیا فعالیت می‌کرد، از ۲۰۱۸ تا ۲۰۱۹ نماینده پیه‌مونته در مجلس نمایندگان ایتالیا بود و از ۲۰۱۲ تا ۲۰۱۳ ریاست حزب برادران ایتالیا را برعهده داشت.